# Flottille de la Liberté II
 (juin 2025).
Pour les articles homonymes, voir Flottille de la liberté.

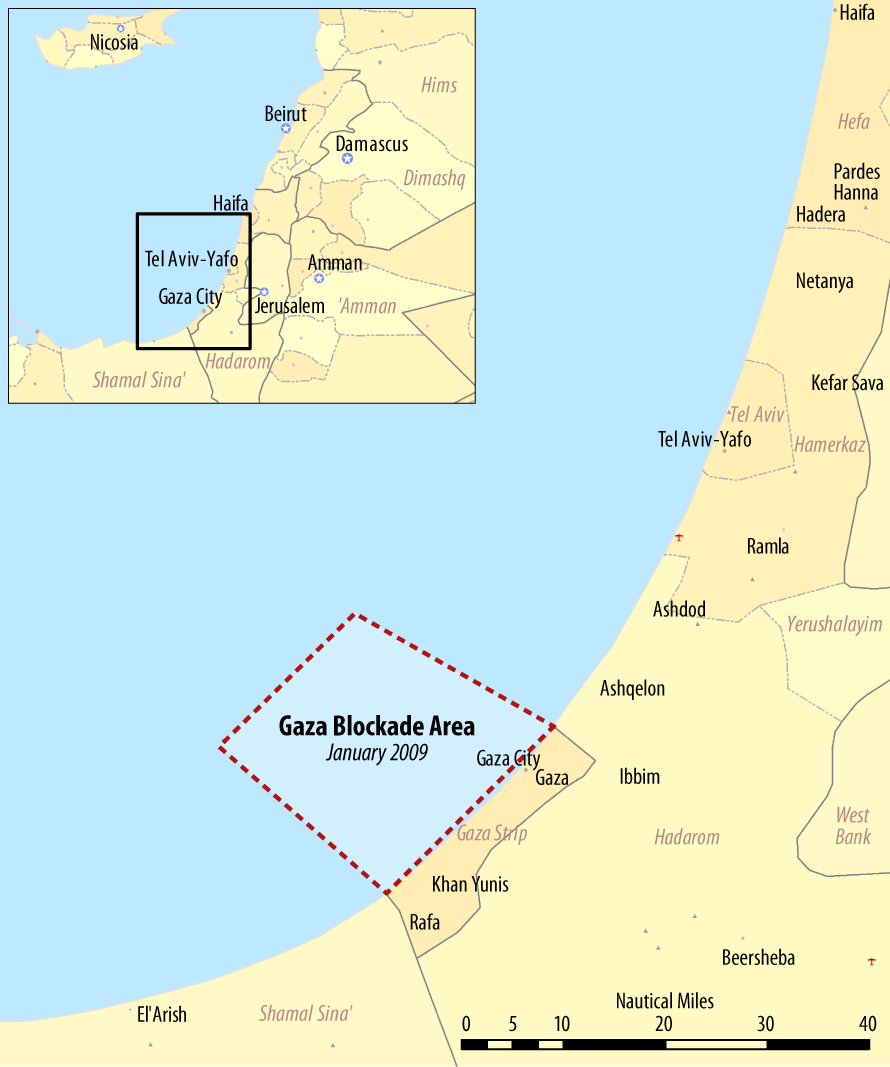
Le blocus israélien sur la bande de Gaza.

La Flottille de la Liberté II (en anglais : « Freedom Flotilla II – Stay Human ») est une flottille de plusieurs bateaux, rassemblée par une coalition de 22 ONG, prévue pour briser le blocus de la bande de Gaza. Cette flottille est annoncée le 9 mai 2011, une année après l'arraisonnement par la marine israélienne de la première flottille pour Gaza, en mai 2010, qui avait mené à la mort de 9 militants turcs.
Les autorités israéliennes ont informé les organisateurs de la flottille qu'ils pouvaient décharger leur cargaison humanitaire dans le port israélien de Ashdod et que l'aide serait transportée directement à Gaza. De même, l'Égypte a proposé à la flottille de décharger à El-Arich, puis de transférer la cargaison à Gaza après inspection.

## Chronologie
La flottille devait comporter dix bateaux transportant près de 1 000 activistes de vingt pays. À la suite des pressions exercées par Israël, la flottille est, depuis le 2 juillet, bloquée au port de Pirée à Athènes par les autorités grecques et elle ne peut pas prendre la mer.
Seul un bateau français avec des militants canadiens, grecs, israéliens, suédois, tunisiens et français dont Olivier Besancenot et Annick Coupé, le Dignité Al-Karama, a réussi à quitter les eaux territoriales grecques et a pu regagner les eaux internationales. Le Dignité a été intercepté le 6 juillet 2011 en Crète par les garde-côtes grecs.
Il est par la suite relâché le 16 juillet par les autorités grecques à Kastelórizo pour faire officiellement cap sur le port d'Alexandrie en Égypte mais est arraisonné par la marine israélienne le 19 juillet, sans opposition des militants à bord, alors qu'il se trouvait encore dans les eaux internationales, à 40 milles nautiques de Gaza. 
Escorté par 3 bâtiments israéliens, le Dignité est redirigé vers le port d'Ashdod où les militants seront interrogés par l'Autorité de l'Immigration avant d'avoir l'obligation de retourner dans leurs pays d'origine dans un délai de 72 heures. L'Association France-Palestine Solidarité affirme que 150 soldats israéliens embarquant sur des canots pneumatiques, épaulés par trois navires de guerre, auraient été envoyés pour intercepter le bateau. Toujours selon cette source, les commandos israéliens, cagoulés, auraient ordonné aux militants de rentrer dans la cabine sous menace de les blesser avant de les embarquer sur les canots et faire cap sur Ashdod, où ils seront arrêtés par les autorités.
Dans la même journée, le porte-parole du ministère des Affaires étrangères, Bernard Valéro, indique que la France appelle les autorités israéliennes à la « mesure » et à la « responsabilité » vis-à-vis des militants à bord (11 militants étant français sur les 16 au total), alors que le Parti communiste français condamne l'arraisonnement du navire, la qualifiant d'acte de « piraterie ». Les activistes ont quant à eux dénoncé l'usage disproportionné de la force face à une « initiative de solidarité citoyenne, explicitement non violente ».

## Réactions internationales
Le secrétaire général de l'ONU, Ban Ki-moon, et Ahmet Davutoğlu, ministre des affaires étrangères de la Turquie, ont demandé aux organisateurs de la flottille d'abandonner leurs plans.
Le 2 septembre 2011, l'ONU rend public le rapport de sa commission d'enquête (Rapport Palmer) présentant les responsabilités des différentes parties : d'une part le blocus maritime est estimé légal, Israël étant donc justifié à intercepter la flottille ainsi qu'à faire usage de la force « à des fins de légitime défense » dès lors que les militaires « ont été accueillis par une résistance organisée et violente d'un groupe de passagers » ; d'autre part, la procédure israélienne d'arraisonnement du navire est estimée « excessive et déraisonnable », et le nombre de victimes est considéré « inacceptable »,. La Turquie, qui estime toujours le blocus comme illégal, a décide de porter l'affaire devant la Cour internationale de justice.
La plupart des pays de la Communauté internationale, à l'exception de l'Égypte, ont condamné la flottille, affirmant qu'elle n'apportera aucune solution au conflit israélo-palestinien.
- Israël : les officiels israéliens affirment que le but principal de la flottille est de « provoquer »[16] et de « servir les objectifs militaires du Hamas »[17].
- Égypte : le pays a proposé à la flottille de décharger à El-Arich, puis de transférer la cargaison à Gaza après inspection[18].

## Composition de la flottille
| Bateau            | Pays d'origine | Nombre de passagers |
| ----------------- | -------------- | ------------------- |
| Dignité Al Karama | France         | 16                  |

Les bateaux suivant ont abandonné la flottille ou sont bloqués en Grèce :
| Bateau                | Pays d'origine        | Nombre de passagers |
| --------------------- | --------------------- | ------------------- |
| Mavi Marmara          | Comores               | --                  |
| MV Saoirse            | Irlande               | 25                  |
| Tahrir                | Canada                | 43                  |
| Louise Michel         | France                | --                  |
| Stefano Chiarini      | Italie                | --                  |
| Gernika               | Espagne               | 50                  |
| The Audacity of Hope, | États-Unis            | 50                  |
| Eleftheri Mesogeios   | Grèce, Suède, Norvège | --                  |
| Juliano,              | Grèce, Suède          | 20                  |